# Westliche Karwendelspitze
Westliche Karwendelspitze – szczyt w paśmie Karwendel w północnych Alpach na granicy między Bawarią (Niemcy) a Tyrolem (Austria). Mierzy 2.385 m n.p.m. Góra leży między Doliną Karwendel (na południu w Tyrolu) a miejscowością Mittenwald (na północy w Bawarii). Z Mittenwaldu do stacji górskiej pod szczytem dojeżdża kolejka linowa, a ze stacji na sam szczyt prowadzi zabezpieczony szlak (20 minut). 
Inne podejścia na szczyt bez kolejki linowej to podejście prowadzące przez Dammkar, albo bardziej wymagający, tak zwany szlak Karwendelsteig (Podejście na Karwendel), przebiegający w pobliżu schroniska Mittenwalder Hütte. Z południa na szczyt prowadzi szlak Mittenwalder Klettersteig.